# Steffi Graf
Stefanie Maria Graf, detta Steffi (IPA: [ˈʃtɛfiː ˈɡʁaːf]; Mannheim, 14 giugno 1969), è un'ex tennista tedesca naturalizzata statunitense, considerata una delle migliori tenniste e atlete della storia.
Giocatrice completa, potente e veloce su qualsiasi superficie, il suo colpo più forte era il celebre dritto, che le valse il soprannome di Fräulein Forehand ("Miss Dritto"). È stata numero uno della classifica mondiale per 377 settimane complessive, record per il tennis femminile ed ha al suo attivo 22 titoli del Grande Slam (terza nella classifica di tutti i tempi dietro Margaret Court e Serena Williams), una medaglia d'oro ed una d'argento alle Olimpiadi e cinque WTA Finals.
Nel 1988 diventa la terza tennista della storia (prima su tre diverse superfici) a conquistare in singolare il Grande Slam, ossia la vittoria di tutti i tornei maggiori nello stesso anno solare e a questo risultato aggiunge, unica nella storia di questo sport (uomini compresi), l'oro olimpico nello stesso anno: per questa impresa da lei compiuta fu coniata appositamente l'espressione Golden Slam. Grazie a questi risultati e alla vittoria alle Finals l'anno precedente, diventa la prima tennista in assoluto a completare il Career Super Slam.
Nel biennio 1993-1994 realizza anche il Piccolo Slam (o Grande Slam Virtuale), che consiste nel vincere consecutivamente i quattro Major ma non nello stesso anno solare.
È l'unica tennista della storia (uomini compresi) ad essersi aggiudicata almeno quattro volte ogni Major: 4 Australian Open, 6 Roland Garros, 7 Wimbledon e 5 US Open.
Sposatasi con il collega Andre Agassi, si è ritirata dal tennis nel 1999.

## Biografia

### Primi anni
Steffi Graf conosce il tennis giovanissima per iniziativa del padre Peter, un venditore di assicurazioni che nel tempo libero insegna tennis. Inizia a seguire la figlia a partire dai tre anni e comincia ad iscriverla ai primi tornei due anni dopo. La piccola rivela un grande talento e nel 1982 diventa campionessa europea Under-18 ad appena 13 anni. Lo stesso anno debutta nel circuito dei professionisti nel torneo di Stoccarda, ma il sorteggio le assegna al primo turno Tracy Austin, due volte vincitrice dell'US Open ed ex numero uno del mondo. La Austin vince nettamente 6–4, 6–0, ma quando, 12 anni dopo, si incontrano nuovamente, a spuntarla questa volta sarà la Graf a dominare con un doppio 6–0.
Nel 1983 prende parte alla sua prima stagione intera da professionista e, a poco più di 13 anni e mezzo, viene inserita per la prima volta nella classifica WTA entrando al numero 124. Il suo gioco migliora con l'età e riesce a piazzarsi sempre meglio nei tornei senza però riuscire ancora ad imporsi. Nel frattempo comunque scala senza sosta la classifica mondiale (98º nel 1983, 22º nel 1984 e 6º nel 1985). Nel 1984 riesce anche a raggiungere gli ottavi a Wimbledon, fermata dalla quotata Jo Durie di margine solo nel set decisivo. Sempre nel 1984 partecipa per la Germania Ovest ai giochi olimpici di Los Angeles in cui il tennis è stato riammesso come disciplina dimostrativa e riservato agli atleti con meno di ventun anni. Nonostante i suoi quindici anni le viene assegnata l'ottava testa di serie e riesce a vincere il torneo superando in finale la jugoslava Sabrina Goleš per 1–6, 6–3, 6–4.
Il calendario della giovane tedesca è controllato scrupolosamente dal padre che limita gli impegni per impedire all'atleta di bruciare troppo presto il fisico immaturo e impreparato all'agonismo. Nel 1985 partecipa a 13 tornei, giungendo 3 volte in finale e arrivando alla semifinale degli US Open, fermata da Martina Navrátilová. In questi anni conduce uno stile di vita molto rigido e concentrato sugli allenamenti, questo limiterà molto le amicizie e i rapporti sociali della giovane ragazza, ma accrescerà enormemente il suo già vistoso talento.
Tra la fine del 1985 e l'inizio del 1986 Graf s'inserisce nella contesa rivalità tra Martina Navrátilová e Chris Evert, ma non riesce ancora a battere una delle due, perdendo sei volte con Evert e tre con Navrátilová. Il 13 aprile 1986 vince finalmente il suo primo titolo prevalendo su Evert 6–4, 7–5 nella finale del torneo di Hilton Head. Da quel momento inizia un'escalation che la porterà a vincere altri 3 tornei, tra cui quello casalingo di Berlino, in cui in finale sconfigge per la prima volta anche Navrátilová (6–2, 6–3 il punteggio). All'Open di Francia si presenta un po' debilitata a causa di un virus intestinale e si arrende nei quarti contro Hana Mandlíková, decidendo successivamente di saltare Wimbledon. Durante la convalescenza si rompe un dito del piede, ma recupera prontamente tanto da vincere un torneo durante l'estate. Navrátilová la fermerà di nuovo in semifinale all'US Open al tie-break del terzo set. Nel finire di stagione vince altri tre tornei portando ad otto il conteggio annuale, ma nel torneo di fine anno viene sconfitta da Navrátilová.

### 1987: numero uno al mondo
Cominciò il 1987 vincendo ben sei tornei tra cui il prestigioso torneo di Key Biscayne, battendo Martina Navrátilová in semifinale e Chris Evert in finale, e gli Internazionali d'Italia battendo in finale 6–0 al 3º set Gabriela Sabatini.
Si presenta al Roland Garros come seconda testa di serie e supera facilmente i primi turni. Nella finale ha la meglio su Navrátilová in un match conclusosi solo per 8–6 al terzo set, ottenendo così il primo titolo dello Slam.
La ceca si prende la rivincita un mese dopo nella finale di Wimbledon vincendo per 7-–5, 6–3 ponendo fine ad un'imbattibilità di 45 incontri della tedesca che durava fin dall'inizio della stagione. Durante l'estate Steffi Graf insieme a Claudia Kohde Kilsch porterà alla Germania Ovest la prima Fed Cup della sua storia, dopo aver sconfitto nella finale di Vancouver gli Stati Uniti di Chris Evert e Pam Shriver per 2-1, dopo che nel doppio decisivo le due tedesche si sono trovate in svantaggio per 6–1, 4–0 (1–6, 7–5, 6–4 il risultato finale). La seconda (e ultima) sconfitta stagionale di Graf arriva nella finale dell'US Open ancora da Navrátilová che vince in due set. In conclusione di stagione ottiene la prima vittoria al Virginia Slims Championships, battendo in finale la Sabatini per 4–6, 6–4, 6–0, 6–4. Grazie al suo ruolino di marcia stagionale di 74 vittorie e 2 sconfitte con 11 titoli conquistati Steffi Graf diviene in agosto la nuova N.1 del mondo togliendo il primato a Navrátilová. Questa infatti pur avendo vinto le sfide più importanti conquista solo 4 tornei in quell'anno non riuscendo a totalizzare abbastanza punti per rimanere in testa alla classifica.

### 1988: "Golden Slam"

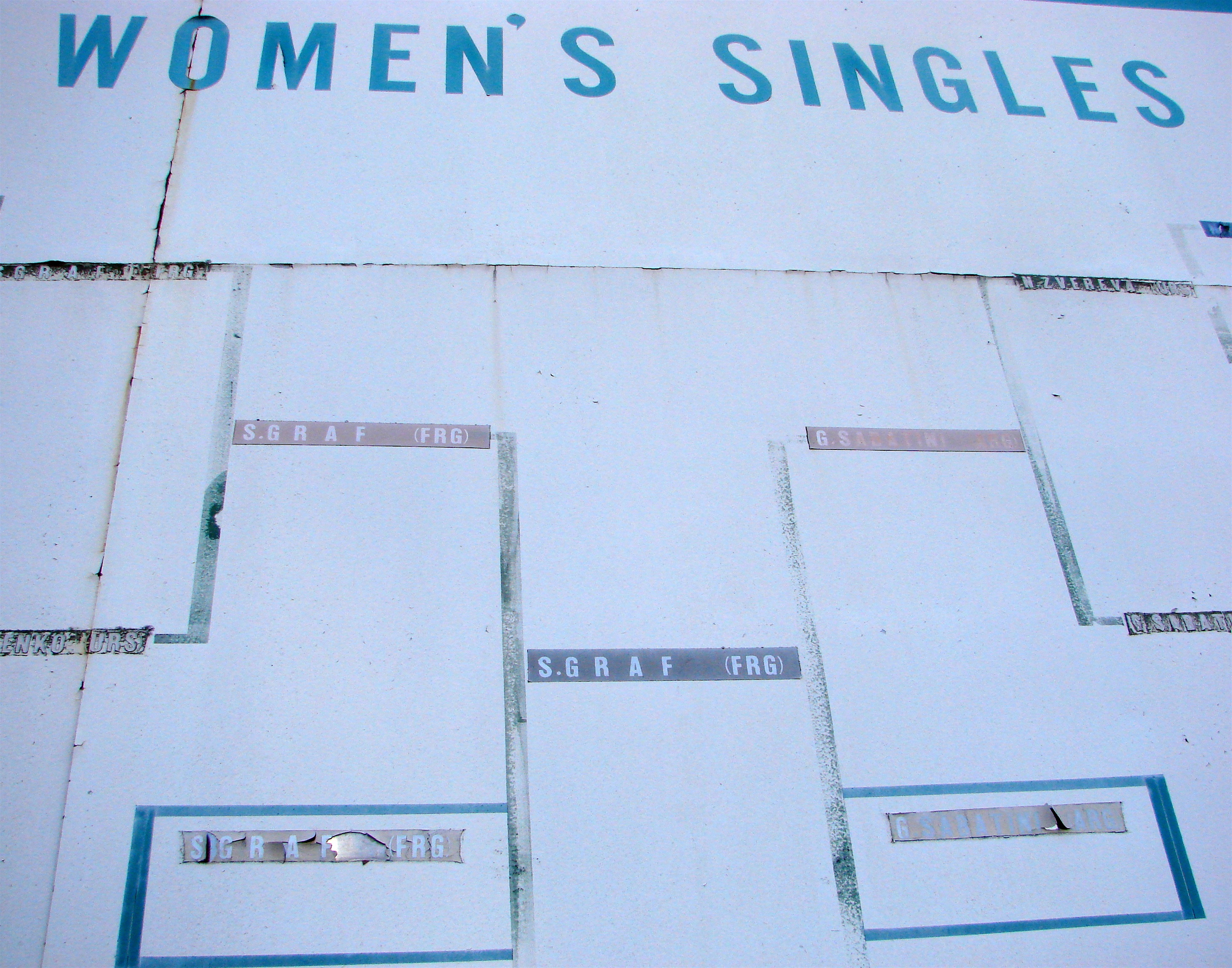
Tabellone del torneo femminile di tennis delle Olimpiadi di Seul del 1988

Graf comincia il 1988 (l'anno migliore della sua carriera) con la brillante vittoria agli Australian Open, battendo Chris Evert in finale con il punteggio di 6–1, 7–6(3), senza perdere un set nel suo percorso.
Dopo il successo in Australia subisce le prime sconfitte dalla Sabatini a Boca Raton e Amelia Island, ma vince comunque a San Antonio e mantiene il titolo conquistato l'anno prima a Key Biscayne ancora contro Evert in finale. Vince anche a Berlino.
Al Roland Garros Graf non trova grossi ostacoli sulla sua strada, anche perché la sua principale rivale, Martina Navrátilová, si presenta fuori forma e viene eliminata al quarto turno da Nataša Zvereva. La tedesca affronta proprio Zvereva in finale infliggendole un doppio 6–0 in appena 32 minuti nella finale slam più breve della storia.
Wimbledon era in quegli anni il regno incontrastato di Navrátilová, La tennista ceca vi aveva già vinto 8 titoli e aveva dominato le ultime 6 edizioni. La finale è proprio Graf-Navrátilová e la tedesca mette fine al dominio della statunitense con il punteggio di 5–7, 6–2, 6–1, conquistando il terzo slam stagionale e il quarto della sua carriera. In quella edizione vince anche il suo unico slam in doppio femminile, in coppia con l'amica-rivale Sabatini battendo in finale per 12–10 nel 3º set la coppia sovietica formata da Larisa Neiland e da Nataša Zvereva.
Graf vince anche ad Amburgo e Mahwah prima di presentarsi all'US Open, in cui piega in finale Sabatini in tre set, realizzando il Grande Slam. Tale impresa è riuscita finora solo ad altre due donne (Maureen Connolly-Brinker nel 1953 e Margaret Smith Court nel 1970) e a due uomini (Don Budge nel 1938 e Rod Laver nel 1962 e nel 1969)
Alle Olimpiadi di Seul 1988, per la prima volta dal 1924, il tennis assegna medaglie dopo l'edizione dimostrativa del 1984 (in cui vinse proprio la giovanissima Graf) e la tedesca si conferma battendo 6–3, 6–3 ancora Sabatini e realizzando il Golden Slam, ovvero riuscendo a vincere i 4 titoli dello Slam più l'oro olimpico. È stata la prima ed unica tennista assoluta nella storia di questo sport a realizzare questa impresa. In quella stessa olimpiade vince anche il bronzo nel doppio femminile per la Germania Ovest insieme a Claudia Kohde Kilsch.
Alla fine della stagione subisce la terza sconfitta stagionale contro Pam Shriver nella semifinale del Virginia Slims Championships, interrompendo una striscia vincente di 47 incontri.
Conclude comunque al primo posto della classifica mondiale con un totale di 10 tornei a cui va sommato l'oro olimpico.
Quell'anno vince anche il premio BBC Overseas Sports Personality of the Year.

### 1989-1990: vittorie all'Australian Open (2), Wimbledon e US Open; 2° striscia di vittorie più lunga, vicende familiari.

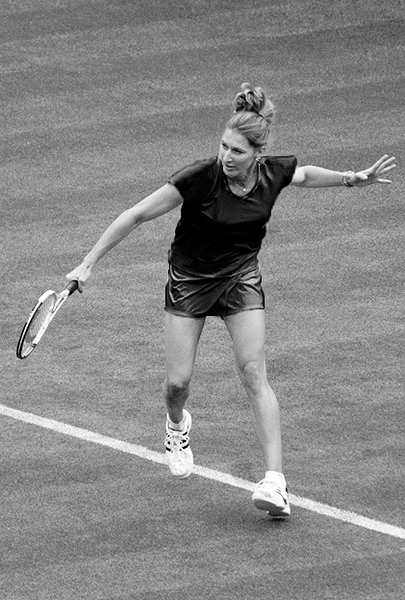
Il rovescio di Steffi Graf

Ad inizio stagione molti si domandavano se Graf sarebbe stata in grado di ripetere l'exploit dell'anno precedente. La sua vittoria netta contro Helena Suková in finale all'Australian Open porta a 5 i successi consecutivi nello Slam.
Continua a vincere, ininterrottamente quattro tornei consecutivi (Washington, San Antonio, Boca Raton e Hilton Head). A Boca Raton incontra per l'ultima volta in una finale Chris Evert, che si ritirerà quell'anno dall'agonismo, vincendo per 4–6, 6–2, 6–3, con la statunitense in grado di strappare l'unico set alla tedesca di tutto il torneo.
Nella finale di Amelia Island Graf perde la sua prima partita della stagione contro Sabatini, ma si rifà vincendo agevolmente ad Amburgo contro Jana Novotná e a Berlino contro Sabatini.
La striscia di vittorie nei tornei dello Slam si interrompe all'Open di Francia, dopo aver battuto in semifinale una quindicenne jugoslava che incontrerà spesso negli anni successivi, Monica Seles. In finale la tedesca si fa sorprendere da un altro talento in ascesa: la diciassettenne spagnola Arantxa Sánchez Vicario che vince il titolo con il punteggio di 7–6, 3–6, 7–5. nonostante Graf abbia avuto il servizio a favore sul 5–3 del terzo set.
Nel prosieguo dimostra di essere ancora la numero uno a Wimbledon, battendo nella finale la veterana Navrátilová in tre set 6–2, 6(1)–7, 6–1. Sulla strada per il titolo sconfigge Seles negli ottavi, Sanchez Vicario nei quarti ed Evert in semifinale.
Arriva all'ultimo Slam stagionale, agli US Open, dopo aver vinto agevolmente due tornei meno impegnativi a San Diego e Mahwah. Nella semifinale si impone su Sabatini in tre set e nella finale affronta e batte ancora Navrátilová in tre set, rimontando dal 4–2 nel secondo set, conquistando così il suo terzo Slam stagionale ed ottavo in carriera.
In seguito Graf vince anche a Zurigo e Brighton prima di arrivare all'appuntamento di fine stagione del Virginia Slims Championships, in cui vince battendo per l'ennesima volta Navrátilová in finale. Conclude così il 1989 al primo posto del ranking mondiale, come lo aveva iniziato, con uno record di 86 vittorie e 2 sconfitte stagionali.
Nel 1990 Graf debutta vincendo per la terza volta consecutiva l'Australian Open, battendo in finale Mary Joe Fernández dopo aver rischiato molto in semifinale contro Helena Suková, superata per 6–4 solo al 3º set. La tedesca allunga la serie di vittorie a Tokyo, ma poi si ferma due mesi per infortunio ,durante i quali si verifica l'ascesa di Monica Seles. Torna in aprile vincendo ad Amelia Island e Amburgo contro Arantxa Sánchez Vicario, ma a Berlino proprio Seles interruppe la serie di 66 vittorie consecutive di Graf, che durava dalla finale di Parigi persa l'anno prima. Questa striscia di vittorie è seconda solo a quella stabilita da Martina Navrátilová che vinse 74 incontri consecutivi tra il 1983 e il 1984.
In questo periodo i tabloid tedeschi insistono molto su una relazione tra il padre (e manager) di Graf e una modella di Playboy, Nicole Meissner che in seguito ebbe un figlio e lo ricattò per 600 milioni di lire italiane. Nel 1992 l'esame del dna scagionò Peter Graf e la modella fu condannata a due anni di carcere.
La figlia e primatista tennistica mondiale era molto turbata dalle insistenti domande dei giornalisti sul padre e in una occasione scoppiò anche a piangere, e successivamente incolpò parzialmente questa vicenda per la sua sconfitta per 7–6(6), 6–4 contro Monica Seles nella finale dell'Open di Francia dopo essere stata in vantaggio 6–2 nel tie-break del 1º set. A Wimbledon viene eliminata a sorpresa in semifinale da Zina Garrison. Le vittorie nel Canada Masters e all'Acura Classic di San Diego durante l'estate sembrano segnare la sua ripresa, ma viene sconfitta nella finale dell'US Open da Sabatini. Dopo altre 4 vittorie nei tornei indoor autunnali (Lipsia, Zurigo, Brighton e New England) è di nuovo sconfitta da Sabatini in semifinale al WTA Tour Championships. Nonostante gli insuccessi nei tornei maggiori Graf termina comunque l'anno in testa alla classifica, potendo contare su un totale di 10 tornei contro i 9 vinti da Seles. 

### 1991-1993: la rivalità con Monica Seles

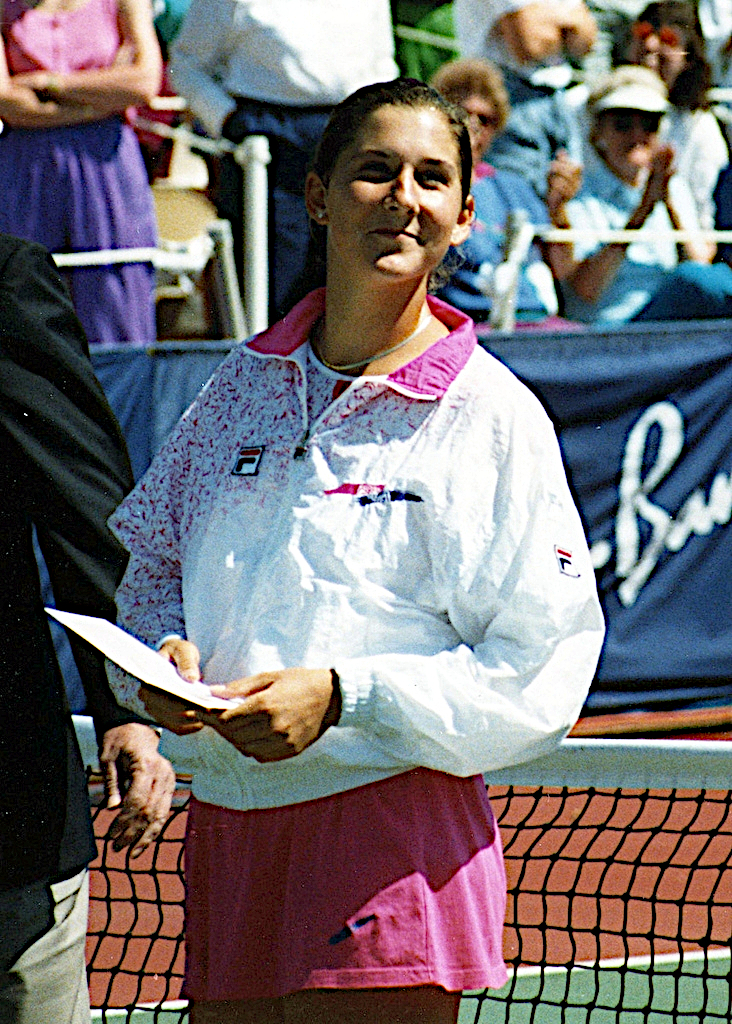
Monica Seles, n. 1 della classifica WTA per 178 settimane negli anni '90

Nel 1991 Steffi Graf fu alle prese con alcuni problemi fisici, problemi personali e cali di forma e non fu in grado di ostacolare l'affermazione di Monica Seles come nuova dominatrice mondiale.
Agli Australian Open viene eliminata ai quarti di finale da Jana Novotná: per la prima volta dall'Open di Francia 1986 non riesce a raggiungere le semifinali in uno Slam. Il torneo viene vinto da Seles che in marzo mette fine alle 186 settimane consecutive di permanenza al vertice della classifica mondiale di Steffi Graf.
Nei tre tornei successivi perde sempre contro la Sabatini, poi vince a San Antonio battendo proprio Monica Seles in finale, ma ad Amelia Island perde ancora contro Sabatini. Trova parziale riscossa nei tornei casalinghi di Amburgo e Berlino, battendo in finale rispettivamente Seles e Arantxa Sánchez Vicario. All'Open di Francia patisce una durissima e bruciante eliminazione in semifinale ad opera di Sánchez Vicario, perdendo tra l'altro il 1º set per 6–0, cosa che non le accadeva dal 1984. Anche questa prova del Grande Slam venne vinta dalla Seles.
A Wimbledon, con Seles assente per infortunio, la tedesca vince il suo terzo titolo battendo Sabatini in una finale combattutissima (8–6 al 3º set) e riuscirà a riconquistare per un breve periodo la vetta della classifica mondiale durante l'estate. Agli US Open 1991 viene sconfitta in semifinale da Navratilova in una partita combattutissima (7-6, 6-7, 6-4 per Navratilova), e Seles vincerà il titolo riprendendosi anche la prima posizione mondiale. Dopo aver di nuovo trionfato in tre tornei indoor in autunno (Lipsia, Zurigo e Brighton) Graf viene battuta da Jana Novotná nei quarti del WTA Tour Championships, che verranno conquistati da Monica Seles.
Il 1992 inizia particolarmente male per la tedesca con un infortunio che le impedisce di partecipare agli Australian Open, a cui si aggiunge il cambio di allenatore, da Pavel Složil ad Heinz Günthardt, e il conseguente periodo di assestamento. Ottiene l'unica vittoria del periodo a Boca Raton, (in cui comunque fatica più del previsto per avere ragione delle avversarie), mentre esce sconfitta contro Sabatini ad Amelia Island.
Si riprende in patria vincendo ad Amburgo e a Berlino, superando in finale proprio Gabriela Sabatini, e Arantxa Sánchez Vicario rispettivamente. Graf ritrova la spagnola nella semifinale del Roland Garros: come l'anno prima l'avversaria si aggiudica il primo set per 6–0, ma questa volta la tedesca è in grado di reagire e raggiunge la finale contro Monica Seles. La partita è memorabile e vede affermarsi la slava con il punteggio finale di 6–2, 3–6, 10–8. Nonostante la sconfitta, Graf dà a tutti l'impressione di essere tornata ai suoi livelli e infatti si riprende subito dopo la rivincita a Wimbledon: dopo aver sconfitto con grande autorità Nataša Zvereva nei quarti, e Sabatini in semifinale si ritrova di fronte Seles in finale su cui domina con un netto 6–2 6–1 in meno di un'ora. Con la squadra della Germania unita, Graf vince la Fed Cup superando in finale la Spagna.
Quando ormai la tedesca sembrava sulla scia di vittorie e forma in campo di Seles, subisce due inaspettate sconfitte da Jennifer Capriati nella finale delle Olimpiadi di Barcellona, che le vale comunque una medaglia d'argento, e soprattutto da Arantxa Sánchez Vicario (eventuale finalista) nei quarti degli US Open.
Domina nella stagione indoor (4 tornei vinti, i 3 del 1991 a cui si aggiunge quello di Filadelfia), mentre viene eliminata al primo turno ai WTA Tour Championships da Lori McNeil.
Nel 1993 Graf arriva in finale agli Australian Open venendo sconfitta in tre set da Monica Seles che ad appena 19 anni vince il suo ottavo titolo nel Grande Slam, consolidando ulteriormente il suo primato in classifica. Il rendimento della tedesca rimane altalenante: vince a Delray Beach e Hilton Head (sempre contro Arantxa Sánchez Vicario), ma subisce le sconfitte da Navrátilová (in semifinale a Tokyo) e perde la finale di Miami contro Sanchez Vicario. In quel periodo Seles rimase fuori per infortunio e rientrò solo nel torneo di Amburgo, il pubblico sperava nel ripetersi della sfida tra le due campionesse.
Purtroppo la rivalità tra le due tenniste più forti del momento finì proprio ad Amburgo il 30 aprile 1993 per questioni extra-sportive: un uomo di 38 anni, Günter Parche, ammiratore (fino all'ossessione) della Graf, accoltellò alla schiena Monica Seles, "rea" di aver rubato la scena tennistica mondiale alla tedesca, durante la partita dei quarti tra la slava e Magdalena Maleeva. La ferita fu abbastanza superficiale, ma lo spavento e la paura furono tali da tenere Seles lontano dal tennis giocato per ventotto mesi, consentendo a Graf, senza una rivale forte, di ritornare al n.1 della classifica mondiale.

### 1993-1996: il secondo dominio
Con Monica Seles fuori dal circuito, Chris Evert ritirata nel 1989, la trentaseienne Martina Navrátilová oramai in fase calante e Gabriela Sabatini che non gioca più il suo tennis migliore, Steffi Graf ha come unico ostacolo degno di nota la spagnola Arantxa Sánchez Vicario. Proprio la spagnola batte la tedesca nella finale del torneo di Amburgo, ma poi non riesce più ad impensierirla nel corso dell'anno.
Graf torna alla vittoria al Roland Garros dopo 5 anni battendo in finale Mary Joe Fernández, con il punteggio di 4–6, 6–2, 6–4. Questa vittoria le consente di ritornare in vetta alla classifica WTA. Si riconferma a Wimbledon dopo una rocambolesca finale in cui la sua avversaria, la talentuosa e discontinua Jana Novotná, è in vantaggio 4–1 e servizio nel 3º, prima di rovinare l'incontro e le sue chance di vittoria con una serie di errori incredibili (7–6, 1–6, 6–4 il punteggio finale). Quella partita passò alla storia anche per le lacrime che la ceca versò sulla spalla della Duchessa di Kent durante la premiazione.
In estate subisce un'inaspettata sconfitta contro l'australiana Nicole Bradtke nel primo turno della Fed Cup che quell'anno si giocava proprio in Germania, ma poi Graf si riprese prontamente vincendo a San Diego e al Canadian Open e consolidò la sua leadership con la vittoria agli US Open in cui sconfisse in finale Helena Suková per 6–3, 6–3. Durante la stagione autunnale vince di nuovo a Lipsia, ma viene battuta in finale a Filadelfia dalla spagnola Conchita Martínez. Al WTA Tour Championships torna al successo dopo 4 stagioni, battendo in finale Sánchez Vicario.
Steffi Graf inizia il 1994 nel migliore dei modi: vincendo i 5 tornei a cui prende parte cedendo in tutto un set nella finale di Miami contro Nataša Zvereva. Il primo di questa serie fu l'Australian Open, in cui sconfisse in finale con un perentorio 6–0, 6–2 Sánchez Vicario.

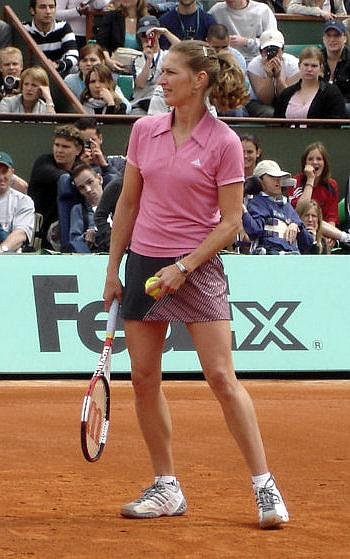
Steffi Graf nel 2005

Proprio la spagnola ferma la striscia vincente di Steffi (36 vittorie consecutive) nella finale di Amburgo dopo una partita combattutissima, terminata 4–6, 7–6, 7–6. La tedesca si riprende subito vincendo a Berlino, ma prima nella semifinale dell'Open di Francia l'astro nascente di casa Mary Pierce le infligge un pesante 6–2, 6–2 e dopo, a Wimbledon, Lori McNeil la elimina al primo turno, cosa che non le accadeva in un Grand Slam dagli US Open del 1984. Durante l'estate duella a lungo con la Sanchez, vincendo a San Diego, ma venendo battuta dalla spagnola in finale al Canadian Open e soprattutto agli US Open (1–6, 7–6(3), 6–4 il punteggio). Salta tutto il resto della stagione per un infortunio alla schiena fino al WTA Tour Championships in cui perde nei quarti ancora contro Pierce.
I postumi dell'infortunio le impediscono di partecipare agli Australian Open nel 1995: ciò consente a Sanchez di ottenere il primato in classifica, anche se non riesce a vincere in finale a Melbourne, sconfitta da Mary Pierce. Graf torna in campo a febbraio nel torneo indoor di Parigi e da lì in poi diventa inarrestabile vincendo tutti e 6 i tornei a cui prese parte (i primi 4 senza perdere un set). Dopo la vittoria di Miami torna in vetta alla classifica. Al Roland Garros viene portata al 3º set dalle sue rivali spagnole Conchita Martínez e Arantxa Sánchez Vicario, battute rispettivamente 6–3, 6(5)–7, 6–3 in semifinale e 7–5, 4–6, 6–0 in finale. A Wimbledon è ancora Novotná a metterla in difficoltà: in semifinale la ceca si trova sopra di un set e un break prima di cedere nel set decisivo. Nella finale contro Sánchez venne scritta un'altra pagina indimenticabile del tennis femminile: sul 5 pari al 3ºset le due giocatrici diedero vita a un gioco terminato dopo ben 32 punti e 20 minuti. Alla fine è la tedesca a prevalere conquistando il suo sesto titolo ai Championships (4–6, 6–1, 7–5, il punteggio).
Durante l'estate due eventi minano seriamente il dominio di Graf. Il primo riguarda la magistratura tributaria tedesca che la mette sotto inchiesta per evasione fiscale avvenuta nei primi anni della sua carriera. Tuttavia la campionessa in quegli anni era minorenne e tutti i suoi guadagni venivano amministrati dal padre, pertanto ne esce a testa alta, mentre il padre venne condannato a 45 mesi di detenzione (venne poi scarcerato dopo 25 mesi). L'altro, più prettamente tennistico, è il ritorno all'attività di Monica Seles, precisamente al Canadian Open. Quel torneo viene vinto in maniera quasi disarmante dalla ex-jugoslava, nel frattempo diventata cittadina statunitense. In quel torneo la tedesca è subito sconfitta da Amanda Coetzer e sembra a tutti che la presenza di Seles (sommata anche alle vicissitudini familiari) possano far mettere in crisi Graf. Sotto queste premesse i successivi US Open divengono un evento molto atteso: le due campionesse si ritrovano infatti in finale, in quello che viene definito il "match del secolo" al pari di quello che nel 1926 vide di fronte a Cannes Suzanne Lenglen ed Helen Wills Moody. La tedesca s'impone per 7–6, 0–6, 6–3, scacciando così molte delle sue paure.
Durante l'autunno si prende quindi una pausa, anche a causa di ciò che stava accadendo a suo padre. Torna a Brighton e viene subito battuta da Mariaan de Swardt, ma si risolleva prontamente vincendo a Filadelfia e al WTA Tour Championships battendo in finale la connazionale Anke Huber.
Non partecipa agli Australian Open neanche nel 1996. Il torneo viene vinto da Monica Seles, ma non è più lei la principale rivale della tedesca nel corso della stagione. Inizia la stagione direttamente a marzo vincendo a Indian Wells e Miami (contro rispettivamente Conchita Martínez e Chanda Rubin). Subisce le prime sconfitte in Fed Cup dalla giapponese Kimiko Date e a Roma viene battuta ai quarti dalla quindicenne svizzera Martina Hingis, nuovo talento del tennis mondiale. Si riprende vincendo a Berlino e al Roland Garros riconquistando il titolo dopo una dura battaglia contro Sánchez Vicario (6–3, 6(4)–7, 10–8 il punteggio). A Wimbledon viene messa in seria difficoltà in semifinale ancorada Kimiko Date, che la porta al terzo set prima che il giudice di sedia decreti la sospensione per oscurità quando la tedesca sembra ormai alla mercé della giocatrice giapponese. Graf riesce a ribaltare gli esiti dell'incontro prima d'incontrare in finale Sanchez Vicario, che sconfigge con il punteggio di 6–3, 7–5. Durante l'estate non partecipa per infortunio al ginocchio alle Olimpiadi di Atlanta e subisce la sconfitta in semifinale a Los Angeles da un'altra giocatrice in ascesa, la statunitense Lindsay Davenport (fresca medaglia d'oro olimpica). Tuttavia riesce lo stesso ad imporsi ai successivi US Open, senza perdere un set, battendo in finale Monica Seles (7–5, 6–4). A causa di alcuni infortuni si ritira dai tornei di Lipsia e Filadelfia, ma riesce a riprendersi in tempo per vincere per la quinta volta il WTA Tour Championships battendo Martina Hingis per 6–3, 4–6, 6–0, 4–6, 6–0 nell'ultimo match al meglio dei 5 set nella storia del tennis femminile.

### 1997-1999: gli ultimi anni

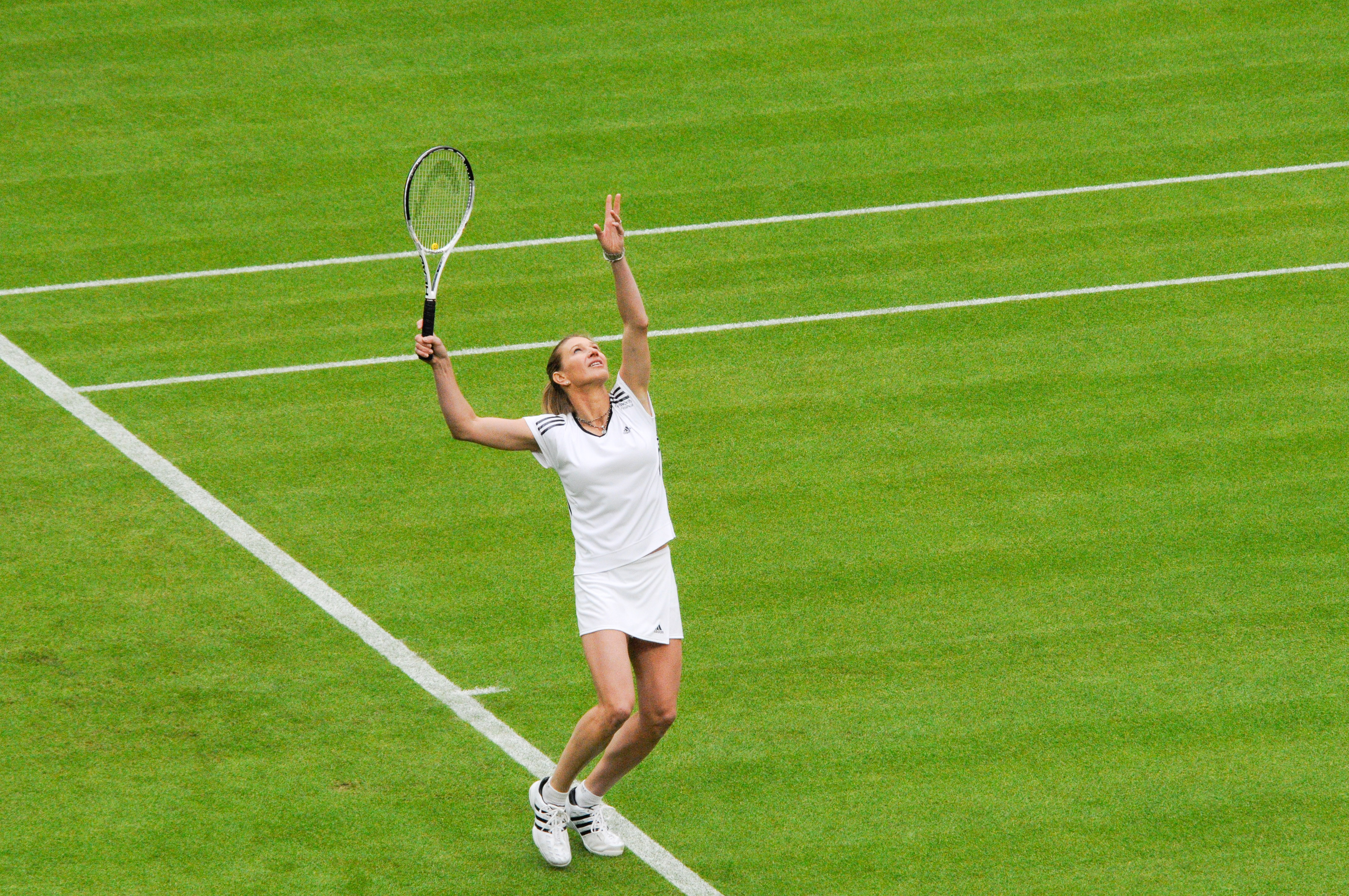
Steffi Graf durante un match di esibizione al torneo di Wimbledon del 2009

Il 1997 è un anno particolarmente difficile per Graf perché deve passare quasi tutta la stagione infortunata per via di continui fastidi. Agli Australian Open è battuta agli ottavi da Amanda Coetzer, Slam che vede l'affermazione di Martina Hingis salita nel frattempo al nr.2 della classifica. Nel successivo torneo di Tokyo le due si sarebbero dovuto incontrare in finale, ma a causa di un serio infortunio della tedesca quel match non si gioca, dando la vittoria per walkover alla svizzera. Al rientro dopo tre mesi, con la Hingis già in vetta alla classifica che la scalza dopo 94 settimane consecutive al vertice (di cui 65 in "comproprietà" con Monica Seles) e 377 totali Graf non riuscirà mai più a riprendersi la testa del ranking mondiale. A Berlino verrà battuta ancora da Coetzer ai quarti, per 6–0, 6–1 (peggior sconfitta mai subita dalla tedesca), ma riuscirà ad imporsi contro la sudafricana in semifinale a Strasburgo per poi vincere il torneo contro Mirjana Lučić (unico successo nel 1997). Ancora Coetzer la fermerà nei quarti di finale a Parigi, dopo cui a causa del persistere dei problemi al ginocchio rimarrà fuori dai campi per il resto della stagione.
Torna all'attività nel febbraio del 1998 ai tornei di Hannover e Indian Wells senza entusiasmare e si ferma di nuovo fino a giugno quando ormai era uscita dalla classifica WTA a causa nell'esiguo numero di tornei disputati. Fa poca strada a Wimbledon (terzo turno con Nataša Zvereva) e all'US Open (quarto turno con Patty Schnyder), tuttavia la sua forma va crescendo come dimostrano le vittorie di New Haven, Lipsia e Filadelfia, tornei nei quali sconfigge le nuove regine del tennis mondiale: Martina Hingis e Lindsay Davenport.
Ai WTA Tour Championships perde in semifinale proprio dalla Davenport, ma riuscendo comunque a concludere l'anno di nuovo nelle prime 10 della classifica.
Nel 1999 (sua ultima stagione agonistica), arriva ai quarti di finale dell'Australian Open, fermata da Monica Seles, mentre negli altri tornei raggiunge la finale solo a Indian Wells, sconfitta dalla grande prospettiva e futura campionessa Serena Williams per 6–3, 3–6, 7–5.
Indimenticabile fu però il suo ultimo Open di Francia: dopo aver sconfitto nei quarti la nr.°2 del mondo Lindsay Davenport, e aver rimontato l'incontro a Monica Seles (n°3) in semifinale, in una finale rocambolesca sconfigge la n°1 al mondo Martina Hingis per 4–6, 7–5, 6–2, dopo essere stata 4–5 e servizio Martina Hingis nel 2º set.
A Wimbledon prende parte al suo ultimo Slam arrivando in finale, dopo aver battuto in due match spettacolari Venus Williams nei quarti e Mirjana Lučić in semifinale. Nel match decisivo però viene sconfitta da Lindsay Davenport.
Nell'agosto del 1999, dopo essersi ritirata contro Amy Frazier nel secondo turno del torneo di San Diego, Graf annuncia improvvisamente il suo ritiro dal tennis nonostante i recenti successi e l'età non avanzatissima (30 anni). Al momento del ritiro era ancora posizionata al n.3 del ranking mondiale.
In seguito all'annuncio di ritirarsi dichiarerà:
(Steffi Graf)
(Traduzione)

## Stile di gioco
Steffi Graf era una giocatrice da fondo campo le cui armi migliori erano il dritto molto potente e il gioco di gambe, essendo un’atleta molto rapida. Con il rovescio tendeva a dare un effetto tagliato (backspin) molto preciso e basso. Il suo servizio era uno dei più veloci a livello femminile. Giocando in doppio, era abile anche a rete.

## Rivalità
Durante la sua carriera Steffi Graf ha avuto diverse rivali storiche, le prime due furono sicuramente Chris Evert e Martina Navrátilová, cui poi si aggiunsero Gabriela Sabatini, Arantxa Sánchez Vicario e Monica Seles.

### Chris Evert
In totale Graf ed Evert si sono affrontate in 14 occasioni e la differenza d'età tra le due campionesse (15 anni) ha inciso sui risultati dei loro incontri: la statunitense vinse le prime sei sfide mentre alla tedesca vanno le successive 7 più una per walk-over. In totale Graf ha un saldo positivo di 8-6.

### Martina Navrátilová
Steffi Graf e Martina Navrátilová si sono affrontate 18 volte in tornei ufficiali. Il bilancio è di perfetta parità: 9-9. Va segnalato che Navratilova non è mai riuscita a battere Graf sulla terra (2 incontri), mentre la tedesca può vantarsi di aver sconfitto la rivale almeno una volta su ogni superficie di gioco. In questa rivalità ha inciso meno la differenza d'età (comunque di quasi 13 anni), considerando in particolare l'andamento più altalenante dei risultati dei loro incontri.

### Gabriela Sabatini
A differenza delle due precedenti rivali, Sabatini è quasi coetanea di Graf; ciò ha comportato che le due hanno vissuto la loro carriera in contemporanea aumentando il numero delle sfide rispetto a Evert e a Navrátilová. Graf e Sabatini si sono affrontate 40 volte. Il bilancio di 29-11 a favore di Steffi. Le vittorie dell'argentina si collocano tutte tra il 1988 e il 1992, anni in cui giocò un ruolo primario nelle vicende tennistiche femminili. In quegli anni il bilancio è di perfetta parità (11 vittorie per parte), con qualche particolarità: nei match giocati nei tornei principali (Grande Slam e WTA tour championships) la tedesca conduce ancora 7-2, mentre negli incontri giocati solo in Florida il bilancio diventa addirittura di 8-0 per Sabatini.

### Monica Seles
Le due rivali si sono incontrate 15 volte con un bilancio complessivo di 10-5 per la tedesca. Di queste sfide 10 avvennero prima del ritiro momentaneo dell'atleta slava e hanno un bilancio di 6-4 per la tedesca. Altre 5 sfide sono state disputate dopo il ritorno di Monica Seles con un bilancio netto, 4-1 a favore della tedesca. Se si guarda solo il periodo 1990-1993 (il periodo migliore di Seles, poi bruscamente interrotto per l'aggressione subita dalla slava ad Amburgo), l'atleta tedesca è in svantaggio per 3-4.
Per quanto riguarda i trofei più ambiti nel tennis, vale a dire quelli del Grande Slam, nel periodo tra il 1991 e l'aggressione dell'aprile 1993 subita dalla Seles ad Amburgo il bilancio è:
- Graf 2 (doppietta a Wimbledon 1991 e 1992);
- Seles 7 (tutti i restanti tornei a disposizione: tripletta all'Australian Open 1991, 1992 e 1993; doppietta al Roland Garros 1991 e 1992; doppietta all'US Open 1991 e 1992).

### Arantxa Sánchez Vicario
Steffi Graf ed Arantxa Sanchez Vicario hanno giocato ben 36 partite, con un bilancio nettamente a favore della prima: 28-8. La tedesca ha giocato contro la spagnola il maggior numero di finali nelle prove del Grande Slam: 7, con un bilancio di 5-2 per Graf.

### Altre giocatrici in top 10 (Jana Novotná, Conchita Martínez, e Mary Joe Fernández)
- Jana Novotná

Graf e Novotna si sono affrontate 33 volte, con un bilanci a favore della prima per 29-4. Una delle vittorie della ceca è stata durante i quarti di finale degli Australian Open 1991.
- Conchita Martínez

Graf e Martinez hanno giocato 14 partite, con un bilancio dominante in favore della tedesca (13-1).
- Mary Joe Fernández

Graf e Fernandez si sono affrontate 17 volte, il bilancio è univoco e a favore di della tedesca per 17-0. Giocarono due finali Slam, la prima agli Australian Open 1990 e la seconda al Roland Garros 1993.

## Vita privata

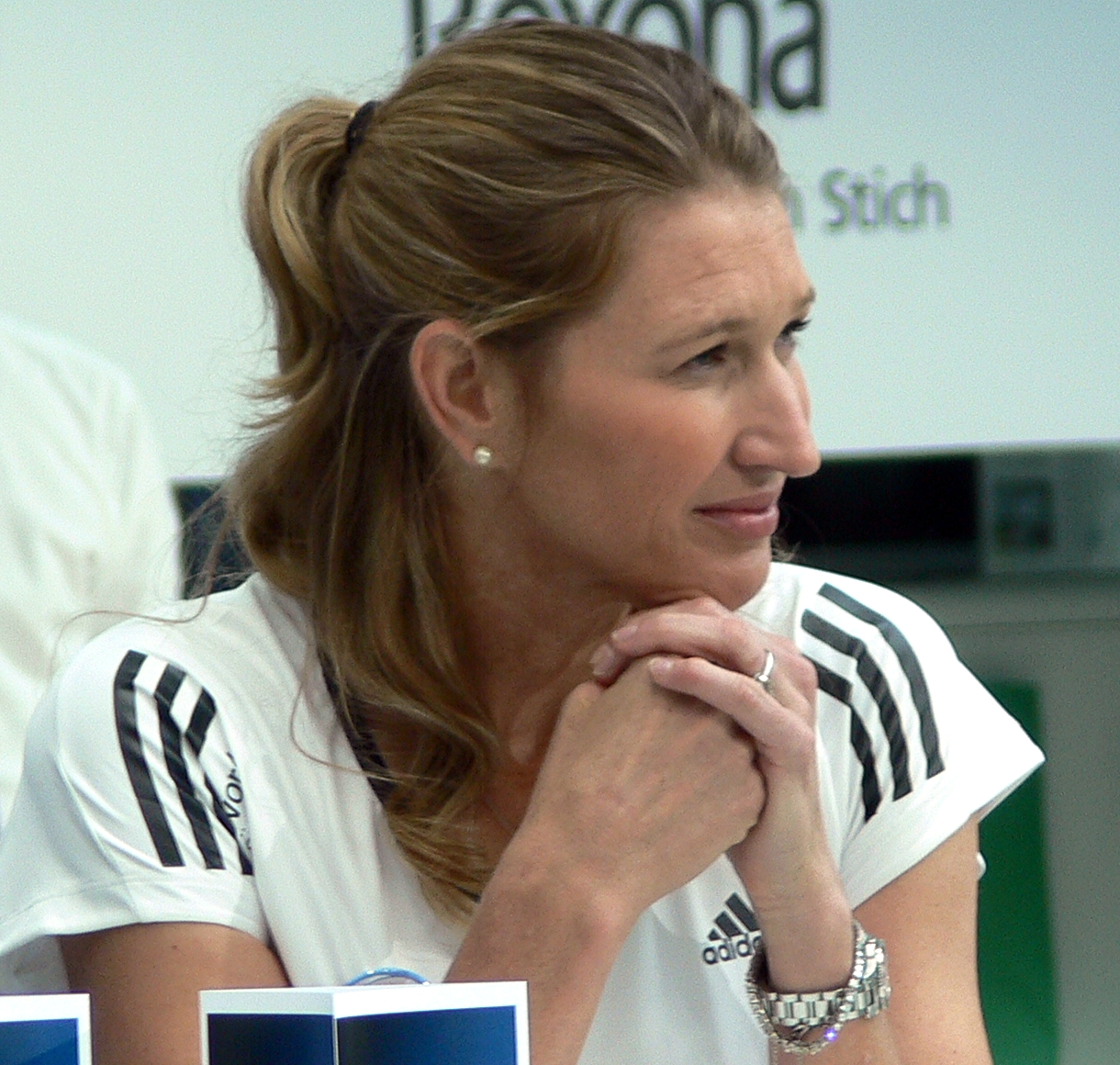
Steffi Graf nel 2010

Quando Steffi Graf era sottoposta al regime paterno non ebbe molte occasioni di incontrare persone e di costruire delle solide amicizie. Dal 1995, anno in cui il padre fu coinvolto e imprigionato per evasione fiscale sui guadagni della figlia, la tedesca ha intrapreso maggiori relazioni sociali.
Conobbe il collega Andre Agassi, con cui intrecciò una relazione. I due si sono poi sposati il 22 ottobre 2001 e quattro giorni dopo la campionessa Slam ha dato alla luce il loro primo figlio (prematuro di sei settimane) a cui è stato dato nome Jaden Gil (in onore del preparatore atletico e grande amico di Agassi, Gil Reyes). I due hanno avuto una seconda figlia il 3 ottobre 2003, a cui hanno dato il nome Jaz Elle.

## Curiosità
- Guildo Horn ha dedicato a Graf la canzone Ich Mag Steffie, cover in tedesco di How Deep Is Your Love dei Bee Gees.

## Statistiche

### Finali del Grande Slam singolare (31)
La tennista tedesca è arrivata ben 31 volte in finale di un torneo del Grande Slam. Di queste, 22 volte è uscita vincitrice, mentre in 9 occasioni è stata sconfitta.

#### Vinte (22)
| Anno | Torneo              | Avversario in finale    | Punteggio        |
| 1987 | Open di Francia (1) | Martina Navrátilová     | 6–4, 4–6, 8–6    |
| 1988 | Australian Open (1) | Chris Evert             | 6–1, 7–6(3)      |
| 1988 | Open di Francia (2) | Nataša Zvereva          | 6–0, 6–0         |
| 1988 | Wimbledon (1)       | Martina Navrátilová     | 5–7, 6–2, 6–1    |
| 1988 | US Open (1)         | Gabriela Sabatini       | 6–3, 3–6, 6–1    |
| 1989 | Australian Open (2) | Helena Suková           | 6–4, 6–4         |
| 1989 | Wimbledon (2)       | Martina Navrátilová     | 6–2, 6(1)–7, 6–1 |
| 1989 | US Open (2)         | Martina Navrátilová     | 3–6, 7–5, 6–1    |
| 1990 | Australian Open (3) | Mary Joe Fernández      | 6–3, 6–4         |
| 1991 | Wimbledon (3)       | Gabriela Sabatini       | 6–4, 3–6, 8–6    |
| 1992 | Wimbledon (4)       | Monica Seles            | 6–2, 6–1         |
| 1993 | Open di Francia (3) | Mary Joe Fernández      | 4–6, 6–2, 6–4    |
| 1993 | Wimbledon (5)       | Jana Novotná            | 7–6(6), 1–6, 6–4 |
| 1993 | US Open (3)         | Helena Suková           | 6–3, 6–3         |
| 1994 | Australian Open (4) | Arantxa Sánchez Vicario | 6–0, 6–2         |
| 1995 | Open di Francia (4) | Arantxa Sánchez Vicario | 7–5, 4–6, 6–0    |
| 1995 | Wimbledon (6)       | Arantxa Sánchez Vicario | 4–6, 6–1, 7–5    |
| 1995 | US Open (4)         | Monica Seles            | 7–6(6), 0–6, 6–3 |
| 1996 | Open di Francia (5) | Arantxa Sánchez Vicario | 6–3, 6–7, 10–8   |
| 1996 | Wimbledon (7)       | Arantxa Sánchez Vicario | 6–3, 7–5         |
| 1996 | US Open (5)         | Monica Seles            | 7–5, 6–4         |
| 1999 | Open di Francia (6) | Martina Hingis          | 4–6, 7–5, 6–2    |

#### Perse (9)
| Anno | Torneo              | Avversario in finale    | Punteggio      |
| 1987 | Wimbledon (1)       | Martina Navrátilová     | 7–5, 6–3       |
| 1987 | US Open (1)         | Martina Navrátilová     | 7–6, 6–1       |
| 1989 | Open di Francia (1) | Arantxa Sánchez Vicario | 7–6, 3–6, 7–5  |
| 1990 | Open di Francia (2) | Monica Seles            | 7–6(6), 6–4    |
| 1990 | US Open (2)         | Gabriela Sabatini       | 6–2, 7–6       |
| 1992 | Open di Francia (3) | Monica Seles            | 6–2, 3–6, 10–8 |
| 1993 | Australian Open     | Monica Seles            | 4–6, 6–3, 6–2  |
| 1994 | US Open (3)         | Arantxa Sánchez Vicario | 1–6, 7–6, 6–4  |
| 1999 | Wimbledon (2)       | Lindsay Davenport       | 6–4, 7–5       |

### Finali del Grande Slam doppio (4)

#### Vinte (1)
| Anno | Torneo    | Partner           | Avversarie in finale          | Punteggio       |
| 1988 | Wimbledon | Gabriela Sabatini | Larisa Neiland Nataša Zvereva | 6–3, 1–6, 12-10 |

#### Perse (3)
| Anno | Torneo              | Partner           | Avversarie in finale                 | Punteggio |
| 1986 | Open di Francia (1) | Gabriela Sabatini | Martina Navrátilová Andrea Temesvári | 6–1, 6–2  |
| 1987 | Open di Francia (2) | Gabriela Sabatini | Martina Navrátilová Pam Shriver      | 6–2, 6–1  |
| 1989 | Open di Francia (3) | Gabriela Sabatini | Larisa Neiland Nataša Zvereva        | 6–4, 6–4  |